# Convento de la Concepción Jerónima
El Convento de la Concepción Jerónima (denominado también como Convento de La Latina, aunque el nombre fundacional fue de Concepción de Nuestra Señora) fue una institución religiosa fundada en el año 1509 por Beatriz Galindo "La Latina" en la calle de Toledo (muy cerca de la plaza de la Cebada en Madrid). El edificio se encontraba anexo al Hospital de la Latina y fue diseñado por el alarife y maestro mayor de obras hispano-musulmán Maese Hazan. Tras casi cuatro siglos de existencia fue derribado en 1890. Da nombre a la calle adyacente.

## Historia
La fundadora, Beatriz Galindo Camarera Mayor de Isabel la Católica, en el año 1502 crea en la esquina de la calle Toledo con la plaza de la Cebada un convento de monjas jerónimas. A pesar de todo no fue hasta el año 1512 cuando tomaron posesión de él las hermanas, que a petición de Beatriz debían ser hijas de hidalgos o nobles. El convento se fundó en el solar, casa y viña propiedad de su marido Francisco Ramírez de Madrid, “El Artillero”. 
Pronto surgieron los problemas con los religiosos de la Iglesia de San Francisco el Grande. El padre superior alegaba que el Monasterio se encontraba cerca de su área de influencia, aduciendo que el marido de Beatriz había prometido a la orden franciscana el solar de esas casas. Francisco Ramírez había fallecido en 1501 sin indicar nada de estas reclamaciones en su herencia. A pesar de ello, los franciscanos ganaron los juicios ante el tribunal de la Rota Romana y fue convertido en Convento de la Concepción Francisca. Las antiguas religiosas trasladaron su cenobio a un local más arriba en la calle, perteneciente al mayorazgo de la familia Ramírez. 
Por deseo de "La Latina" los sepulcros de Beatriz Galindo, y de Francisco Ramírez “El Artillero” debían residir en el Convento. Su marido falleció antes, lo que provocó que fuera enterrado en un lugar no precisado de la iglesia, lo que resultó difícil de cumplir.